# 阿尔贝托布拉利亚体育场
阿尔贝托布拉利亚体育场（Stadio Alberto Braglia），是位于意大利摩德纳市的一个足球体育场。该体育场建立于1936年，能容纳21,151名观众。该体育场现作为摩德纳足球俱乐部，也作为萨索罗足球俱乐部的临时主场。斯汀、U2乐团、王子等艺术家也曾经在此举办演唱会。